# Новая консонантная музыка
Новая консонантная музыка — термин, который иногда используется для описания музыкальных сочинений ряда композиторов, преимущественно европейских. В определённой степени представители этого направления близки музыкальному минимализму и, в частности, духовному минимализму, а также меблировочной музыке; к пионерам новой консонантной музыки причисляют американских минималистов Стива Райха, Майкла Наймана, Филипа Гласса.
Термин происходит от французского «консонанс» — «созвучие». Он появился в 1980-е годы, как ответ, по мнению ряда композиторов, на увеличение пропасти непонимания между аудиторией и авторами музыкальных сочинений. Представители направления решили попытаться вернуться к классическому восприятию музыки, признавая попытки авторов авангарда найти новые музыкальные решения. Таким образом, новая консонантная музыка оказалась отчасти близка постмодернизму, но в то же время она не обладает некоторыми его чертами, например самоиронией. С минимализмом направление сближает то, что последователи новой консонантной музыки провозгласили, как и минималисты, необходимость чистоты в искусстве, ненужность нагромождений; также они оправдывают определённую скупость и простоту музыкальных средств, нужных автору для передачи своих чувств. Если философски новая консонантная музыки и минимализм действительно очень близки, то в музыкальном отношении они отличаются: новая консонантная музыка, в отличие от минимализма, может быть как атональной, так и тональной; у неё нет каких-либо композиционных особенностей, от авторов лишь требуют быть предельно честными перед своей аудиторией.
«Это не коммерческая, доступная музыка, написанная для массового потребления, но и не музыка для избранных, исключительных», — так описывают её на официальном сайте сообщества. А журналист «Афиши» Алексей Мунипов во время диалога с Пелецисом назвал представителей новой консонантной музыки маргинальным сообществом композиторов. Сам Георгс Пелецис в свою очередь положительно отзывается об этом направлении. Он отмечает, что консонанс — не просто акустическая категория, но эстетическая.
В Бельгии работает издательство New Consonant Music, которое объединяет композиторов, близких этому направлению, а также выпускает нотные сборники. С издательством сотрудничают несколько российских композиторов, например Олег Пайбердин, Ольга Викторова.

## Представители
- Альмейда Прадо
- Фредерик Девресе
- Пётр Лашер
- Жилберту Мендеш
- Георгс Пелецис
- Михаил Безверхний
- Олег Пайбердин
- Александр Щетинский
- Олег Пайбердин
- Евгений Земцов
- Ольга Викторова